# Hisayoshi Sato
Hisayoshi Sato (Japón, 12 de enero de 1987) es un nadador japonés especializado en pruebas de corta distancia, donde consiguió ser campeón olímpico en 2008 en los .

## Carrera deportiva
En los Juegos Olímpicos de Pekín 2008 ganó la medalla de bronce en los relevos de 4x100 metros estilos con un tiempo de 3:31.18 segundos que fue récord de Asia, tras Estados Unidos y Australia (plata).